# Gisela Baur (Journalistin)
Gisela Baur (* 1962) ist eine deutsche Journalistin und Autorin mit Schwerpunkt Finanzen. 

## Leben
Sie studierte Volkswirtschaft in Bayreuth und München, wo sie an der Ludwig-Maximilians-Universität promovierte.
1997 lernte sie Warren Buffett kennen. Nach einem Brief an ihn lud er sie zur Hauptversammlung von Berkshire Hathaway in Omaha ein. In den folgenden Jahren führte sie regelmäßig Interviews mit ihm – lange Zeit als einzige Journalistin außerhalb der USA. 2008 begleitete sie Warren Buffett auf seiner Europareise. 
Von 2000 bis 2009 war sie Mitglied der Chefredaktion als geschäftsführende Redakteurin des Anlegermagazins Börse Online.

## Veröffentlichungen
- Warren Buffett – Der Jahrhundertkapitalist: Vom Zeitungsjungen zum Milliardär – sein Weg zum Erfolg. FinanzBuch Verlag, München 2018, ISBN 978-3-95972-055-7.
- Das Milliardenversprechen. (Video)